# 広田彦麿
広田 彦麿（ひろた ひこまろ、文政13年1月11日〈1830年2月4日〉 - 明治29年〈1896年〉8月1日）は、幕末・明治期の神職、歌人。変名は筑紫速雄。

## 生涯
文政13年（1830年）1月11日、筑後国に生まれる。父は広田八幡宮祠官の広田甲斐守速見。幼少より和歌・武術に通じ、国学者西原晁樹の門人となる。
嘉永年間に上京し、安政4年（1857年）に再び上京して諸藩の志士と交遊を深め、有栖川宮熾仁親王に親近した。文久3年（1863年）、遠島となっていた西郷隆盛の救出を計画して天草から出航したが、波が荒く断念した。その後幕吏に追われて甲斐国都留郡上吉田村へ潜伏し、同地で御師の子弟に勤王思想を鼓吹した。慶応3年（1867年）2月18日、幕府への通款を疑われた淵上郁太郎が暗殺されたが、広田彦麿をその実行者とする説がある。
慶応4年（1868年）正月に上京、有栖川宮の命により3月14日に駿府へ出立。駿府では東北平定祈願のための伊勢神宮・熱田神宮代拝の副使となる。その後、諸藩志士により編成された蒼竜隊の隊長となり、江戸市中の警衛にあたった。明治4年（1871年）、参議広沢真臣暗殺の嫌疑をかけられ投獄されたが、明治9年（1876年）無罪となった。
明治21年（1888年）7月、『明治慷慨詩歌集前編』を出版する。明治29年（1896年）8月1日、67歳没。